# Loboparius mirificus
Loboparius mirificus är en skalbaggsart som beskrevs av Vladimir Balthasar 1933. Loboparius mirificus ingår i släktet Loboparius och familjen Aphodiidae. Inga underarter finns listade i Catalogue of Life.